# 高嶋未希
高嶋 未希（たかしま みき、1987年11月15日 - ）は、NHK専属のフリーアナウンサー。

## 来歴
2010年にNHK鳥取放送局の契約キャスターとして採用され、2012年度まで地域情報番組を担当した。2013年度からはNHK広島放送局へ異動し、地元の情報番組のほか全国ネットの情報番組を3年間担当した。2016年度からは3年間は『NHK BSニュース』などNHK BS1の報道番組を中心に出演し、2019年度からはラジオセンターに異動したが、2020年1月をもって番組を降板し、産休に入った。

## 出演番組

### 現在
産休中のためなし

### 過去
特記無しはNHK総合テレビ。
- いちおしNEWSとっとり
- とっとりくらしの情報便
- お好みワイドひろしま
- 情報まるごと
- BS列島ニュース（BS1、2016年4月5日から番組終了まで）
- 月刊!ジョセイメセン[4] （BS1、2017年4月29日・5月28日・7月30日）
- NHK BSニュース（BS1、2016年3月30日 - 2019年3月）
- マイあさ!（ラジオ第1・ワールド・ラジオ日本 - 2019年4月1日 - 2020年1月10日）